# Seznam konzulátů v Brně

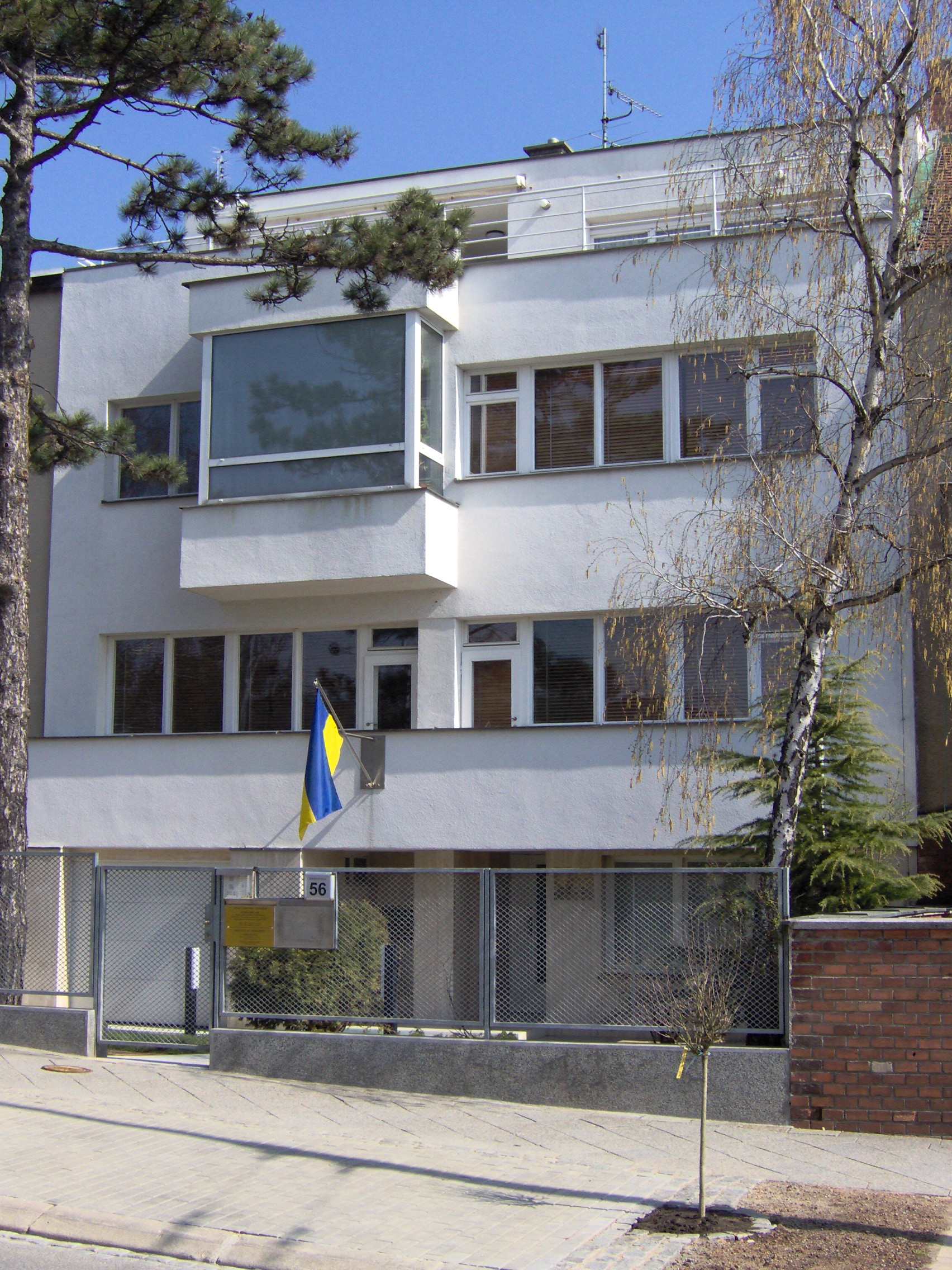
Ukrajinský konzulát v Masarykově čtvrti

Seznam konzulátů v Brně je seznam generálních, obvyklých i jen honorárních konzulátů různých států v Brně.

## Působící
- Konzulát Ukrajiny[1]
- Honorární konzulát Angolské republiky[2]
- Honorární konzulát Bosny a Hercegoviny[3]
- Honorární konzulát Estonské republiky[4]
- Honorární generální konzulát Filipínské republiky,[5] otevřen 14. ledna 2013[6]
- Honorární konzulát Finska[7]
- Honorární konzulát Gruzie[8]
- Honorární konzulát Chorvatské republiky,[9] otevřen 17. ledna 2013[6]
- Honorární konzulát Italské republiky,[10] působil již dříve, byl však uzavřen,[11] obnoven začátkem roku 2017[12]
- Honorární konzulát Laoské lidově demokratické republiky[13]
- Honorární konzulát Lichtenštejnského knížectví[14]
- Honorární konzulát Litevské republiky[15]
- Honorární konzulát Marockého království[16]
- Honorární konzulát Polské republiky[17]
- Honorární konzulát Rakouské republiky[18]
- Honorární konzulát Salvadorské republiky[19]
- Honorární konzulát Slovenské republiky,[20] otevřen 1. března 2011,[21] ale 12. října 2011 ukončil činnost,[22] znovu otevřen 15. dubna 2014[23]
- Honorární konzulát Slovinské republiky[24]
- Honorární konzulát Tanzanské sjednocené republiky[25]
- Honorární konzulát Turecké republiky[26]

## Bývalé

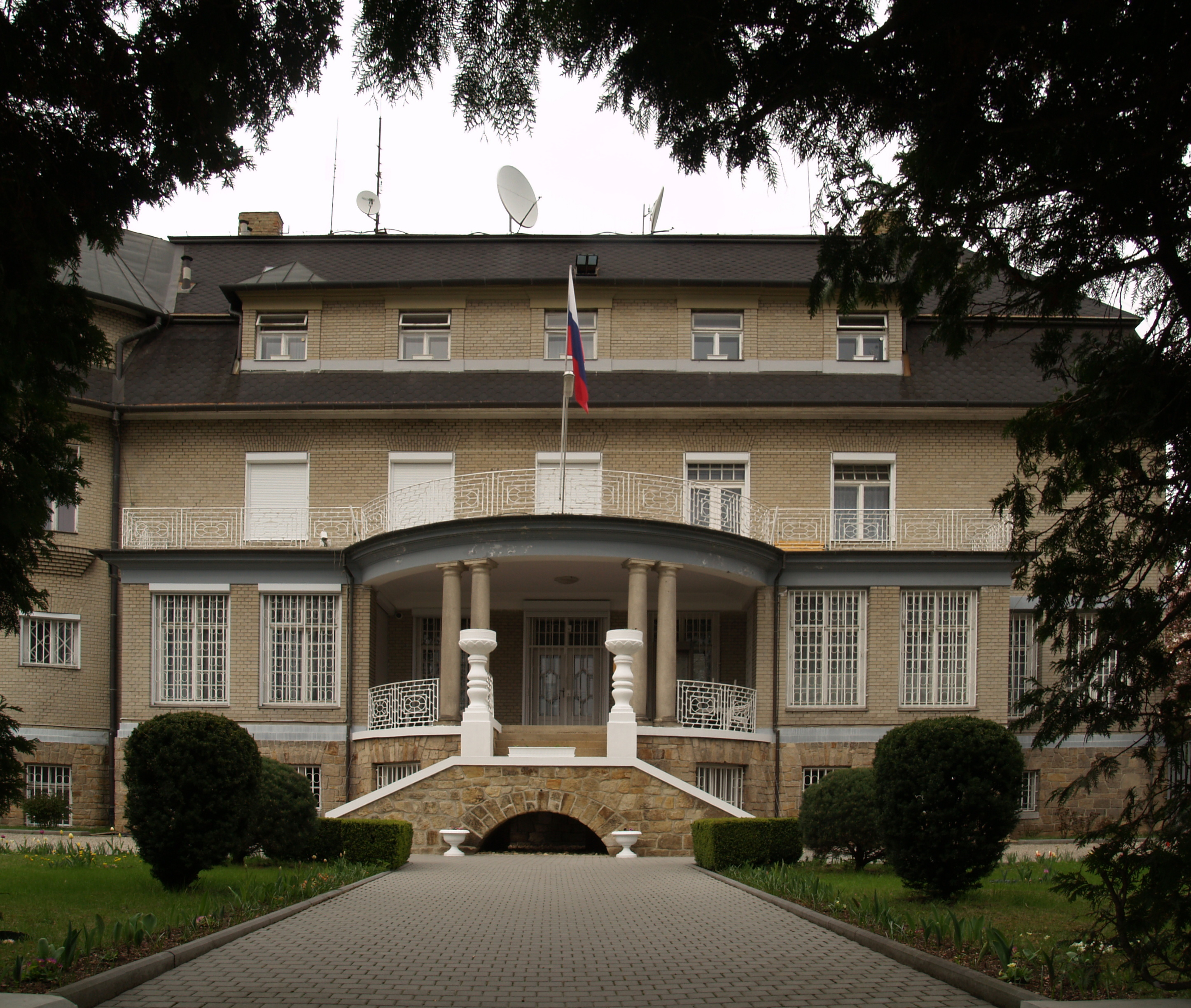
Bývalý generální konzulát Ruské federace v Pisárkách

- Generální konzulát Slovenské republiky, otevřen 29. února 2000,[27] uzavřen v roce 2008[28]
- Honorární konzulát Republiky Ekvádor[11]
- Honorární konzulát Republiky Kazachstán[11][29]
- Generální konzulát Ruské federace, založen v roce 1969,[30][31] uzavřen 7. března 2022 po zahájení invaze Ruska na Ukrajinu[32]